# Ruggero Panerai
Ruggero Panerai (Firenze, 19 marzo 1862 – Parigi, 27 ottobre 1923) è stato un pittore e illustratore italiano.

## Biografia
Di umili origini, Ruggero Panerai era figlio di Luigi, stipettaio, e di Carlotta Masi, contadina.
All'Accademia di belle arti di Firenze, che frequentò dal 1877 al 1881, ebbe come maestro Giovanni Fattori che lo introdusse alla pittura naturalistica di paesaggi della Maremma toscana. Appartenente alla seconda generazione dei macchiaioli, Panerai fu attratto anche dalla tematica militare e si distinse come pittore animalista, dotato di acuta sensibilità.
Nel 1883 espose alla Promotrice di Firenze All’ombra e Sulla via ferrata. Il suo impressionismo - bozzettistico, facile, fresco, vivace - si ispirava ai lavori di Guido Carocci. Dipinse Strada fiorentina con carrozze, del 1882 e Alla stazione, del 1885, anno in cui realizzò anche Il passaggio degli artiglieri da piazza San Gallo (Firenze, Collezione Ente Cassa di Risparmio): una bella cavalcata, una scena contemporanea viva e reale, ambientata in una piazza fiorentina, la stessa del suo dipinto Piazza San Gallo a Firenze, del 1883. 
Nel 1885 realizzò Ritorno dalle corse alle Cascine, pittura che risente dello sguardo borghese e mondano di Giuseppe De Nittis e della maniera di Vittorio Matteo Corcos.
Scene di vita portuale o marinara sono i suoi dipinti Al porto, del 1884, con figure sulla banchina, calate in una densa atmosfera bagnata dalla pioggia, e Sul traghetto e Sul ponte, con figure a bordo di una nave, posate sulla fuga ardita degli assi della pavimentazione.
Nella sua grande tela Esercitazioni militari, del 1884, Panerai ritrasse i soldati di spalle e i contadini di fronte e con lo sguardo perso oltre l'orizzonte.
Nel 1887 il suo dipinto Il guado, presentato a Venezia, era destinato alla Galleria nazionale d'arte moderna e contemporanea di Roma, ma entrò invece nella Galleria "Pisani". Ruggero Panerai espose nel 1887 a Genova e a Firenze; quindi a Milano, dove vinse il premio "Fumagalli", con Il cavallo malato, dal 1911 alla Galleria d'arte moderna a Palazzo Pitti: un dipinto che rappresenta due mandriani, chini sul cavallo abbandonato a terra, nello scenario grandioso della Maremma. La Galleria d’arte moderna di Milano possiede invece Butteri in Maremma.
A gennaio 1889 Ruggero Panerai sposò a Firenze Enrichetta Castiglioni, la figlia di Marco e di Ester Modigliani.
Nel 1888 espose a Parigi la tela Mazzeppa, un soggetto tratto dal poema omonimo di Lord Byronː il quadro rappresenta una piccola mandria di cavalli. Fu nominato professore dell’Accademia di belle arti di Bologna.
Intorno agli anni Novanta, in un cromatismo più delicato, ritrasse ancora soggetti della Firenze ottocentesca e più tardi dipinse scene di genere. Nel 1890 tornò alla Promotrice di Firenze, con il dipinto Stalla con mucche e illustrò la novella Sereno e nuvole, una delle Veglie di Neri. Paesi e figure della campagna Toscana di Renato Fucini, pubblicate da Hoepli. Nel 1890 illustrò, insieme ad altri artisti, Il libro degli aneddoti. Curiosità del teatro di prosa di Luigi Rasi.
Nel 1892 il suo dipinto Sera fu premiato dalla Società fiorentina di belle arti.
Negli ultimi tempi Panerai affrontò anche soggetti mitologici, come Baccanale, rimasto incompiuto. Una collezione di suoi disegni fu donata dalla vedova Enrichetta al Gabinetto disegni e stampe degli Uffizi.

### Una lettera di Fattori
Per avere un'idea di che cosa è stata, a Firenze, la scuola di Fattori, basta leggere un brano della lettera che Giovanni Fattori - che, da buon toscano, non aveva peli sulla lingua - scrisse, il 14 giugno 1890, a Diego Martelli: «Io - ho sempre avuta la scuola piena di scolari, ho aperto le braccia ai poveri e non ho cercato alcuno compenso neppure ai ricchi - ho fatto il mio dovere; e tu sai quali Artisti ho fatto! - ricordi Paneraj, ora Professore - Nomellini - Ciani - Dal Casto - Micheli - quell'altri che ora studiano al bagno a Ripoli, e qualcun altro che ora non ricordo... Io non ho avuto dal ministro neppure un grazie - neppure la proposta di una decorazione - la quale avrei recisamente ricusata perché è stata troppo smerdata e data a gente che sarebbe disonore essergli colleghi...»